# Кортес-де-Баса
Кортес-де-Баса (ісп. Cortes de Baza) — муніципалітет в Іспанії, у складі автономної спільноти Андалусія, у провінції Гранада. Населення — 2259 осіб (2010).
Муніципалітет розташований на відстані близько 320 км на південь від Мадрида, 90 км на північний схід від Гранади.
На території муніципалітету розташовані такі населені пункти: (дані про населення за 2010 рік)
- Кампо-Камара: 602 особи
- Кортес-де-Баса: 1084 особи
- Лас-Кучаретас: 178 осіб
- Ла-Ерміта: 25 осіб
- Лос-Ланерос: 259 осіб
- Ла-Теха: 111 осіб

## Демографія
Динаміка населення (INE ):

## Галерея зображень

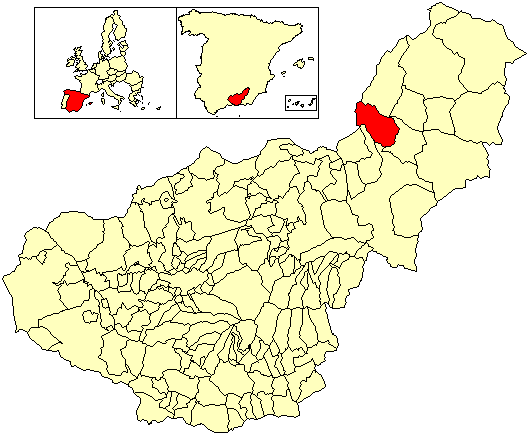
Розташування муніципалітету у провінції Гранада